# Спутник (гора)
Спутник — одна из горных вершин на Дальнем Востоке России в Приамурье, на территории Хабаровского края
Входит в число высочайших пиков горной системе Сихотэ-Алинь, высота — 1805 метра над уровнем моря.
Она расположена в юго-восточной части Хабаровского края к северу от границы Приморского края.
По направлению на северо-восток от горной вершины Ко (около 8 км).
Гора удалена от населённых пунктов. Территория у подножия входит в реестр бесплатных дальневосточных гектаров.